# Château de Stolzenfels
Le château de Stolzenfels est un château néo-gothique qui se trouve sur la rive gauche du Rhin non loin de la ville de Coblence en Allemagne.

## Histoire
Un premier château fort a été construit par le prince-évêque de Trèves, Arnaud d'Isembourg, entre 1242 et 1259 pour le prélèvement des droits de douane de l'électorat de Trèves. Il se dresse en face du château de Lahneck, du côté de la Lahn, qui servait à l'octroi et à la douane du territoire de l'électorat de Mayence.
Le château est agrandi entre 1388 et 1418 par les archevêques Cunon et Werner de Falkenstein qui y ajoutent une tour d'habitation et une demeure seigneuriale en face du fleuve. Il est occupé par les Suédois en 1632 pendant la Guerre de Trente Ans, puis deux fois par les Français en 1634 et en 1649. Il est détruit en 1689 par les troupes de Louis XIV pendant la Guerre de la Ligue d'Augsbourg contre la France dans le Palatinat. Ses ruines surplombent le Rhin pendant 150 ans, jusqu'à ce que la ville de Coblence l'offre en cadeau au prince héritier, futur Frédéric-Guillaume IV, qui le restaure dans la veine romantique. Il fait appel à l'architecte Johann Claudius von Lassaulx, puis à Karl Friedrich Schinkel pour en faire une résidence d'été. Même le mobilier et la décoration intérieure sont en style néo-gothique romantique, avec une grande salle des chevaliers dont les fresques sont réalisées par Hermann Anton Stilke. La salle des chevaliers prend pour modèle le château des chevaliers teutoniques à Marienburg. Peter Joseph Lenné construit aussi une place pour des tournois.

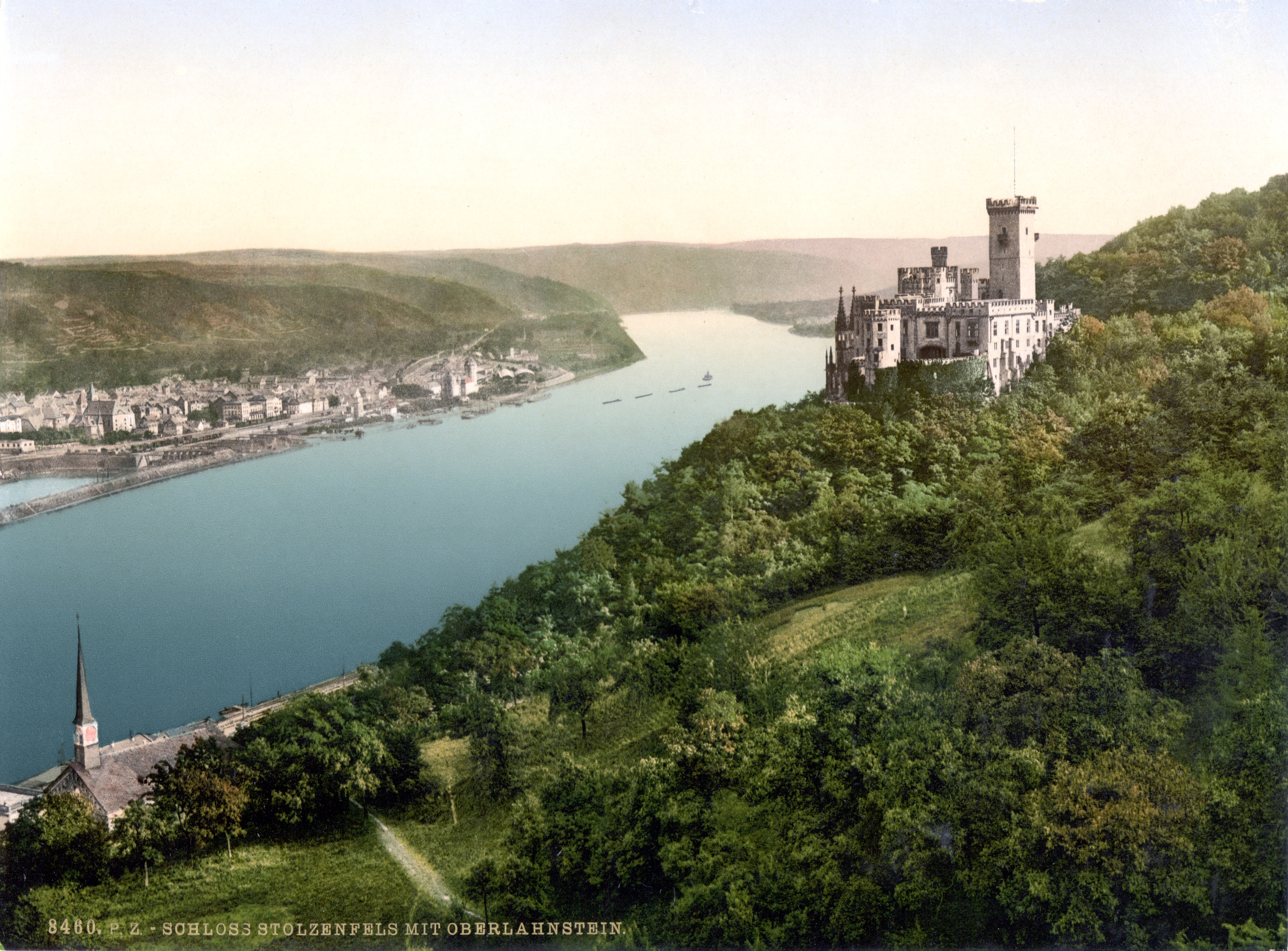
Le château de Stolzenfels en 1902

Le château est terminé en 1842 et le 14 septembre une réception en costumes du Moyen Âge est donnée par Frédéric-Guillaume IV. La chapelle néo-gothique est construite en 1845 et la reine Victoria est invitée peu de temps après.
L'intérieur du château, somptueux, a été aménagé en musée.
Le château de Solzenfels, faisant partie du patrimoine historique de la vallée du Haut-Rhin moyen, est protégé par l'UNESCO depuis 2002.